# 시미즈 고헤이
시미즈 고헤이(일본어: 清水 航平, 1989년 4월 30일 ~ )는 일본의 전 축구 선수이다.

## 구단 경력
그는 2008년부터 2021년까지 J리그의 산프레체 히로시마, 시미즈 에스펄스, 방포레 고후에서 활동하였다.